# Centro Administrativo Apologético Cristão do Brasil Futebol Clube
Centro Administrativo Apologético Cristão do Brasil Futebol Clube, mais conhecido como CAAC Brasil, é uma agremiação esportiva da cidade do Rio de Janeiro.  Fundada em 22 de dezembro de 2009, O clube teve sua profissionalização aprovada pela FERJ no dia 23 de maio de 2017.

## História
Em junho de 2009, na Rua dos Inválidos, 120, sala 201, no Centro do Rio de Janeiro foi criado o Projeto Esportivo Copa CAAC Brasil 2009. A denominação deriva de Centro Administrativo Apologético Cristão do Brasil, uma instituição de fins não lucrativos de cunho administrativo, social e espiritual que tem o objetivo de legalizar e estruturar igrejas no estado. Após o término da competição, o clube foi criado e filiado à FFERJ e CBF a 6 de janeiro de 2010.
O time passa a disputar os campeonatos de categoria de base no Amador da Capital da Federação e finalmente se filia ao quadro profissional da entidade a 23 de maio de 2017. No ano seguinte estreia no Campeonato Estadual da Série C do Rio de Janeiro, a Quarta Divisão.
O clube passa por diversos centros de treinamento como em Bom Pastor, em Belford Roxo, do Coqueiros Futebol Clube, em São João de Meriti, Aterro do Flamengo, Colégio Futebol Clube e atualmente se encontra sediado no EC Anchieta.
Em 2018, disputa sua primeira competição profissional, o Campeonato Carioca da Série B2 de 2018. Seu primeiro jogo como profissional foi no dia  de agosto de 2018, sendo derrota por 1 a 0 pelo Canto do Rio.
Em 2023 o clube chegou até as semifinais da Série C do Carioca onde foi eliminado pelo Zinza FC.

## Títulos
- Vice-campeão Amador da Capital, sub-17 - 2014;
- Vice-campeão Amador da Capital, sub-17 - 2015;
- Campeão da Liga Estadual, sub-17 - 2015;
- Vice-campeão da Copa Amador da Capital, sub-16 - 2016;
- Vice-campeão Amador da Capital, sub-17, 2017;
- Campeão do Carioca Série C, sub-17 - 2021;

## Estatísticas

### Participações
|  | Participações em 2025 |

| Competição          | Temporadas | Melhor campanha     | Estreia | Última | P | R |
| Série B2 do Carioca | 2          | 10º colocado (2018) | 2018    | 2019   | – | – |
| Série C do Carioca  | 5          | 4º colocado (2023)  | 2021    | 2025   | – |   |